# (417) Suevia
(417) Suevia est un astéroïde de la ceinture principale découvert par Max Wolf le 6 mai 1896.